# Prairies des vallées et des contreforts du Montana
Localisation
Les prairies des vallées et des contreforts du Montana sont une écorégion terrestre nord-américaine du type Prairies, savanes et brousses tempérées du World Wildlife Fund

## Répartition
Cette écorégion très segmentée occupe la région centrale des rocheuses du Montana et de l'Alberta.  Quelques aires disjointes de petite taille du côté ouest ne sont pas représentées sur la carte de répartition.

## Climat
La température moyenne annuelle est de 3,5 °C.  La température estivale moyenne est de 14 °C et la température hivernale moyenne est de −8 °C.  Le taux de précipitations annuel est aux environs de 425 mm.  Cette écorégion est sous l'influence du Chinook et d'une ombre pluviométrique.

## Caractéristiques biologiques
Les chiendents et les fétuques sont les herbes les plus abondantes dans les prairies des vallées et des contreforts du Montana.  Dans certains secteurs, on retrouve également l'armoise, la danthonie de Parry (Danthonia parryi), le Koeleria, le Geranium viscosissimum, le gaillet, le Thermopsis et le Stipa comata.  Les arbres croissent seulement dans les lieux bien abrités le long des cours d'eau.  Les kettles des contreforts forment d'abondants marais et zones humides.

## Conservation
On estime qu'environ 25 % de ces prairies sont toujours intactes.  L'agriculture, l'élevage, le drainage des milieux humides et l'invasion d'espèces végétales exotiques sont les principales causes de perturbation.  Les développements résidentiels récents sont aussi devenus une menace pour cette écorégion.